# CPU-Z
CPU-Z — бесплатная прикладная программа-утилита для отображения технической информации о персональном компьютере пользователя (характеристик и параметров работы оборудования), работающая под ОС Microsoft Windows начиная с версии Windows 95 (включая Windows 11). Выпускается также специальная версия под Android.
Программа определяет технические характеристики центрального процессора, материнской платы и BIOS, оперативной памяти, видеокарты, кроме жёсткого диска. Популярна среди IT-специалистов, компьютерных техников и ремонтников, геймеров и оверклокеров.

## Возможности
Программа позволяет получать следующие сведения:
- О процессоре[4]:
  - Название процессора
  - Архитектура
  - TDP процессора
  - Сокет
  - Техпроцесс
  - Напряжение питания ядра
  - Семейство
  - Степпинг и Ревизия
  - Поддерживаемые наборы инструкций
  - Тактовая частота в реальном времени
  - Множитель процессора
  - Частота системной шины
  - Объём кэша всех уровней
  - Физическая организация кэша
  - Количество задействованных процессорных сокетов
  - Количество процессорных ядер и потоков
- О материнской плате:
  - Производитель
  - Модель
  - Чипсет и его ревизия
  - Южный мост и его ревизия
  - Модель чипа системного мониторинга
  - Версия и дата BIOS
  - Графический интерфейс[5] и количество линий (для PCI-Express)
- Об оперативной памяти:
  - Тип
  - Объём
  - Тактовая частота и Тайминги
  - Количество каналов памяти
  - Режим двухканального доступа
  - Частота контроллера памяти
  - Полная информация, содержащаяся в SPD
    - Количество слотов памяти
    - Подробная информация о модуле, установленном в каждый слот
- Видеоадаптер[6]
  - Название адаптера в системе
  - Встроенные профили производительности
  - Компания-производитель адаптера
  - Внутреннее кодовое имя графического процессора и ревизия
  - Техпроцесс
  - Тип, объём видеопамяти
  - Производитель видеопамяти
  - Разрядность шины между графическим процессором и видеопамятью
  - Частоты видеочипа, видеопамяти, шейдерного домена

Кроме того программа позволяет создавать подробные отчёты в форматах .txt и .html, а также производить т. н. Валидацию (англ. Validation): выкладывать информацию о системе (в формате .cvf) на специальный сайт CPU-Z Validator содержащий базу данных о тактовых частотах компонентов и другую информацию. На сайте также присутствует Зал Славы (англ. Hall of Fame)
Начиная с версии 1.51 программа распространяется также в виде установочного пакета.
В версии 1.52 появилась вкладка «Graphics», в которой предоставляется информация о видеокарте.
Также CPU-Z поддерживает горячие клавиши.
В версии 1.73 появились тест производительности и стресс-тест процессоров (CPUID Benchmark).

## Критика
Осенью 2021 года появились исследования энтузиастов о вероятном завышении результатов процессоров от Intel во встроенном бенчмарке, а также подмене старых версий программы на официальном сайте, в связи с большим отрывом процессоров AMD на старых версиях программы.